# Christopher Anderson
Pas d'image ? Cliquez ici

a Compétitions nationales et continentales officielles uniquement.

b Matchs officiels uniquement.
Dernière mise à jour le 13 janvier 2024.
Christopher Anderson dit Chris Anderson, né le 2 mai 1952, est un ancien joueur de rugby à XIII australien évoluant au poste d'ailier ou d'arrière dans les années 1970 et 1980. Il se reconvertit ensuite comme entraîneur. Il est le sélectionneur de l'équipe d'Australie entre 1999 et 2003.

## Biographie
Christopher Anderson effectue une brillante carrière de joueur. Il dispute plus de 200 matchs avec Canterbury-Bankstown avec deux titres de Championnat de Nouvelle-Galles du Sud en 1980 et 1984. Il s'exile en Angleterre avec succès dans les années 1980 entre Widnes, Hull KR (victoire en Championnat d'Angleterre en 1984) et Halifax (victoire en Championnat d'Angleterre en 1986). A Halifax, il y est entraîneur-joueur. À la suite du succès d'Halifax, il devient l'entraîneur de Canterbury-Bankstown avec un titre d'Australian Rugby League en 1995 et une finale du Championnat de Nouvelle-Galles du Sud en 1995. Il devient ensuite le premier entraîneur de l'histoire de Melbourne et remporte la National Rugby League en 1999. Fort de ses succès en club, il est désigné sélectionneur de l'Australie qu'il mène à la victoire lors de la Coupe du monde en 2000.
En 2004, il tente une expérience en rugby à XV en prenant en main la province des Newport Gwent Dragons, club gallois évoluant en Celtic League. Après une saison malgré une quatrième place, il n'est pas renouvelé. Il revient en XIII en 2007 aux Sydney Roosters mais il quitte le club au bout d'une seule saison, après un manque de résultat.

## Palmarès

### En tant que joueur
- Collectif :
  - Vainqueur de la Coupe du monde : 1975 (Australie).
  - Vainqueur du Championnat de Nouvelle-Galles du Sud : 1980 et 1984 (Canterbury-Bankstown).
  - Vainqueur du Championnat d'Angleterre : 1984 (Hull KR) et 1986 (Halifax).
  - Vainqueur de la Challenge Cup : 1975 (Widnes) et 1987 (Halifax).
  - Finaliste du Championnat de Nouvelle-Galles du Sud : 1974 et 1979 (Canterbury-Bankstown).

### En tant qu'entraîneur
- Collectif :
  - Vainqueur de la Coupe du monde : 2000 (Australie).
  - Vainqueur du World Club Challenge : 2000 (Melbourne).
  - Vainqueur du National Rugby League : 1999 (Melbourne).
  - Vainqueur de l'Australian Rugby League : 1995 (Sydney Bulldogs).
  - Vainqueur de la Challenge Cup : 1987 (Halifax).
  - Finaliste du Championnat de Nouvelle-Galles du Sud : 1994 (Canterbury-Bankstown).

- Individuel : 
  - Nommé meilleur entraîneur de la National Rugby League : 1998 (Melbourne).
  - Nommé meilleur entraîneur du Championnat de Nouvelle-Galles du Sud : 1993 (Canterbury-Bankstown).